# Ucklums distrikt
Ucklums distrikt är ett distrikt i Stenungsunds kommun och Västra Götalands län. 
Distriktet ligger öster om Stenungsund. 

## Tidigare administrativ tillhörighet
Distriktet inrättades 2016 och utgörs av socknen Ucklum i Stenungsunds kommun.
Området motsvarar den omfattning Ucklums församling hade vid årsskiftet 1999/2000.